# Nokia 6101

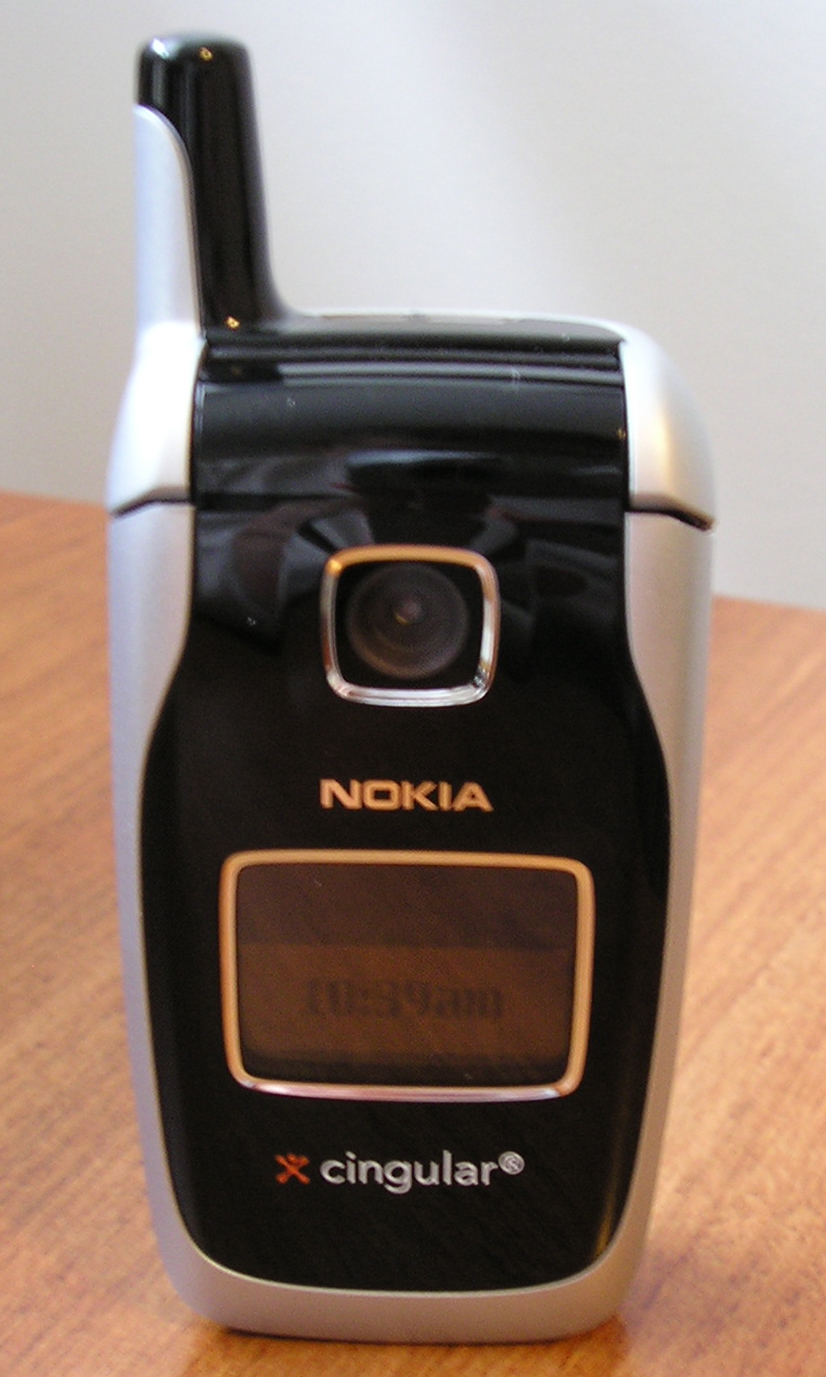
The Nokia 6102i Phone

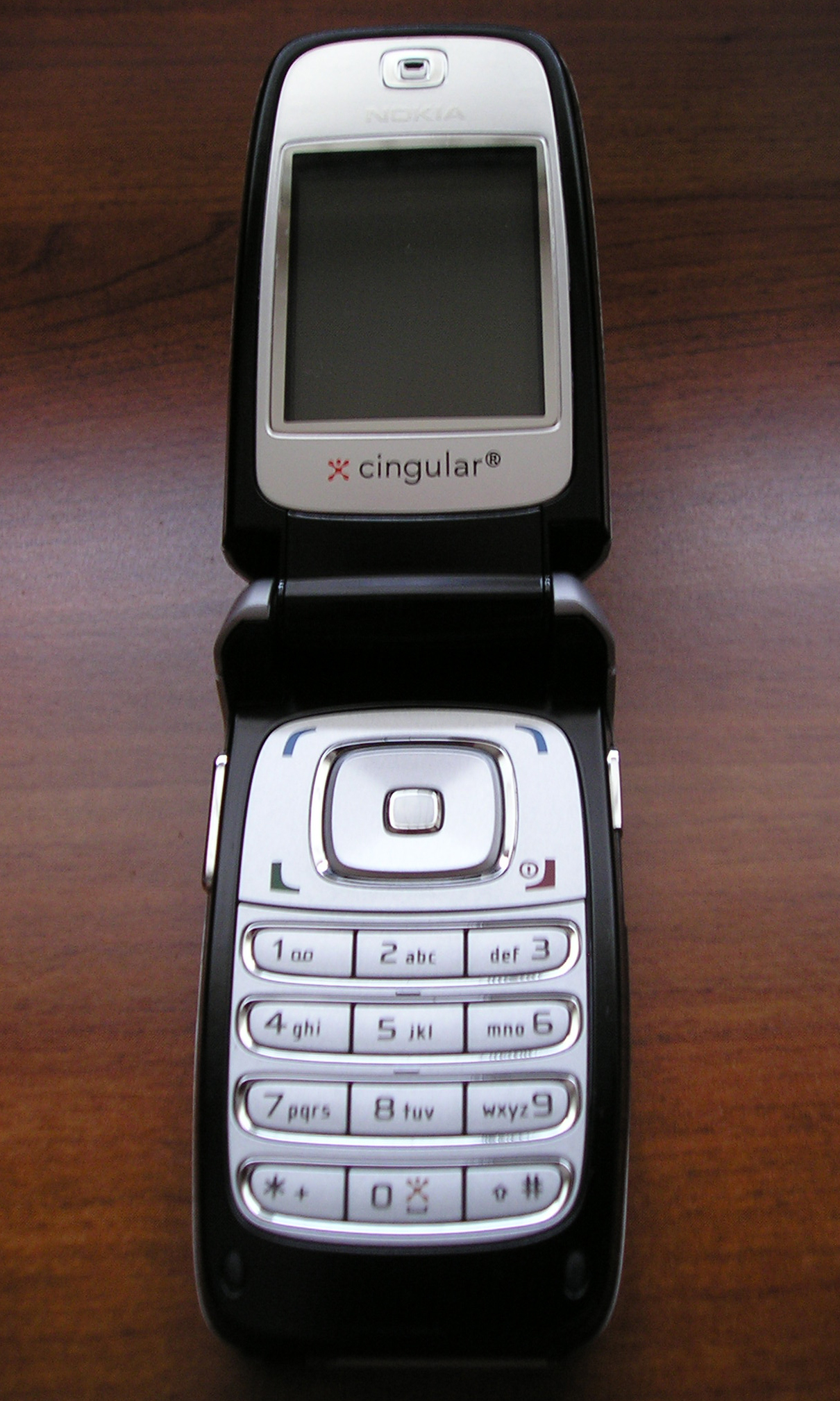
O Nokia aberto.

O Nokia 6101, 6102, e 6102i são uma linha popular da Nokia de nível médio que operam em GSM-850/1800/1900 MHz (alguns mercados são GSM-900/1800/1900 MHz) frequências lançadas entre meados de 2005 e início de 2006. A linha ganhou o apelido de 'Ediphix' por funcionários da Nokia. 
As diferenças entre o 6101 e 6102 são muito pequenas e as únicas diferenças visíveis são o estilo dos teclados e placa painel frontal. O 6102i é uma versão atualizada do 6102 com Bluetooth recursos e espaço de memória maior. Outra versão atualizada do 6101/6102 é o Nokia 6103.

## Problemas Conhecidos
Esta linha de telefones é conhecida por seus problemas com o nível de volume, com alguns telefones perdendo seu volume ao longo do tempo. Junto com a perda de fidelidade do altofalante sobre o tempo, a embalagem plástica, especificamente as peças da prata, tende a dobrar-se e agarrar fora sobre o esforço muito pequeno.
Outros problemas incluem problemas ao tentar conectar o telefone a um PC como muitas versões não possuem Bluetooth e 6101s muitos só são fornecidos com Infravermelho desatualizado. A outra opção é ligar o telefone a um PC com um verdadeiro cabo de dados Nokia que normalmente é muito caro, muitas vezes custando até € 50. Muitos usuários 6101 foram capturados por comprar cabos falsificados, como CA-42 em sites de internet como eBay com o cabo de preço muito baixo a partir de £ 0,99. Muitas vezes, originários de Hong Kong ou da China Continental, os cabos falsificados não irá conectar o telefone ao Nokia PC Suite. Esses produtos contêm características como Nokia espelta NOK e os CDs fornecidos muitas vezes contém vírus. Alguns desses cabos falsificados fazer um trabalho com o Nokia PC Suite, mas eles exigem um driver especial conhecido como o "Serial USB C" driver do cabo que é quase impossível de encontrar.

## Especificações
- Peso: 141,75 g
- Dimensões: 3.35 x 1.77 x 0,95 polegadas (24 mm)
- Dois visores a cores: 128 x 160 pixel interno com até 65.536 cores e mini-visor externo
- Indicadores de bateria e intensidade do sinal sonoro dos indicadores (ambos também disponíveis)

## Nokia 6101 especificação completa do aparelho[1]
Abaixo estão a especificação completa do Nokia 6101
| Categoria       | Tipo                 | Especificação |
| --------------- | -------------------- | --- |
| Geral           | Rede 2G              | GSM 900 / 1800 / 1900 GSM 850 / 1800 / 1900 - US Version |
| Tamanho         | Dimensões            | 85 x 45 x 24 mm |
|                 | Peso                 | 141,75 g |
| Display         | Tipo                 | TFT, 65k Cores |
|                 | Tamanho              | 128 x 160 pixels, 1.8 Polegadas, 29 x 35 mm Segundo display externo 4096 cores (96 x 65 pixels) / 5 forma tecla de navegação / temas para download                          |
| Ringtones       | Tipo                 | Polifônicos (24 Canais), MP3 |
|                 | Vibração             | Sim |
| Memória         | Agenda               | 500 x 10 campos, Chamada com Foto |
|                 | Registro de chamadas | 20 chamados, 20 recebidas, 20 chamadas não atendidas |
|                 | Slots de cartão      | Não 4,4 MB de memória partilhada |
| Dados           | GPRS                 | Classe 10 (4 +1 / 3 +2 slots), 32-48 kbit / s |
|                 | HSCSD                | Sim, 43,2 kbit / s |
|                 | EDGE                 | Classe 6, 177,6 kbit / s |
|                 | 3G                   | Não |
|                 | WLAN                 | Não |
|                 | Bluetooth            | Não |
|                 | Infravermelho        | Sim |
|                 | USB                  | Sim, Pop-port |
| Características | Mensagens            | SMS, MMS, Email, Mensagens Instantâneas |
|                 | Browser              | WEAP, XHTML |
|                 | Jogos                | 3 + download |
|                 | Cores                | Preto e Prata |
|                 | Idiomas              | Europeu Maior e Ásia - Pacífico Idiomas |
|                 | Camera               | VGA, 640 x 480 pixels, video Pust to Talk / FM Radio / Java MIDP 2.0 / SyncML / T9? Contactos optimizados com Presença / Calendário / Built-in handsfree / Discagem por voz |
| Bateria         |                      | Bateria Standard, Li-Ion 760 mAh (BL-4C) |
|                 | Stand-by             | Até 350 h |
|                 | Tempo de conversa    | Até 4 h |

## Lista completa das especificações 6102i[2]
A lista Nokia 6103 / 6102i completo de especificações são:
| Tipo                            | Especificações                                                                        |  |
| ------------------------------- | ------------------------------------------------------------------------------------- |  |
| Modes                           | GSM 850 / GSM 1900 / GSM 1800 or GSM 900 for Europe/Asia instead of 850               |  |
| Peso                            | 97 g                                                                                  |  |
| Dimensões                       | 3.35" x 1.77" x 0.94" (85 x 45 x 24 mm)                                               |  |
| Form Factor                     | Antena Stub Clamshell                                                                 |  |
| Vida útil da bateria            | Discussão: 3.50 horas (210 minutos) de espera: 336 horas (14 dias)                    |  |
| Tipo de Bateria                 | LiIon 820 mAh                                                                         |  |
| Display                         | Tipo: LCD (Color TFT / TFD) Cores: 65.536 (16 bits) Resolução: 128 x 160 pixels       |  |
| Plataforma / OS                 | (N/A)                                                                                 |  |
| Memória                         | 4.2 MB (built-in, flash de memória compartilhada)                                     |  |
| Capacidade de agenda telefônica | Memória partilhada                                                                    |  |
| FCC ID                          | PPIRM-161 (Aprovado 09 de fevereiro de 2006) PPIRM-162 (Aprovado 14 de março de 2006) |  |
| Múltiplas Linguagens            | Sim                                                                                   |  |
| Monitor externo                 | Localização: Frente 4096-color STN LCD / 96 x 65 pixels                               |  |
| Toques Polifônicos              | Sim                                                                                   |  |
| Perfis campainha                | Sim                                                                                   |  |
| Vibração                        | Sim                                                                                   |  |
| Bluetooth                       | Perfis suportados: HSP, HFP, DUN, OPP, FTP, SAP versão 2.0 + EDR                      |  |
| Infravermelho                   | Sim                                                                                   |  |
| PC Sync                         | Sim                                                                                   |  |
| USB                             | Sim                                                                                   |  |
| Vários números por nome         | Sim                                                                                   |  |
| Imagem ID                       | Sim                                                                                   |  |
| Marcação por voz                | Sim                                                                                   |  |
| Gráficos personalizados         | Sim                                                                                   |  |
| Ringtones personalizados        | suporta os formatos MP3, MIDI                                                         |  |
| Data-Capable                    | Sim                                                                                   |  |
| Pacote de dados                 | Tecnologia: EDGE (EGPRS) classe 6 / GPRS classe 10 mais                               |  |
| WAP / Web Browser               | xHTML                                                                                 |  |
| Entrada de texto preditivo      | Sim                                                                                   |  |
| Teclas laterais                 | Sim                                                                                   |  |
| Cliente de e-mail               | Sim                                                                                   |  |
| MMS                             | Sim                                                                                   |  |
| Mensagens de Texto              | 2-Way: Sim, mais IM                                                                   |  |
| Modelos de mensagens texto      | Sim                                                                                   |  |
| Radio FM                        | Estéreo: Sim                                                                          |  |
| Camera                          | Resolução: VGA (640 x 480)                                                            |  |
| Vídeo                           | subQCIF resolução (128 x 96 pixels) / formato H.263 / 65,000 cores                    |  |
| Alarme                          | Sim                                                                                   |  |
| Calculadora                     | Sim                                                                                   |  |
| Calendário                      | Sim                                                                                   |  |
| SyncML                          | Sim                                                                                   |  |
| To-Do List                      | Sim                                                                                   |  |
| Memoração de voz                | Sim                                                                                   |  |
| Jogos                           | Sim                                                                                   |  |
| Java ME                         | Versão: MIDP 2.0                                                                      |  |
| Push-To-Talk                    | Algumas versões só Tipo: PoC                                                          |  |
| Viva-voz                        | Sim                                                                                   |  |